# Barranca de los Laureles
Barranca de los Laureles är en ort i Mexiko.   Den ligger i kommunen Zacoalco de Torres och delstaten Jalisco, i den centrala delen av landet, 500 km väster om huvudstaden Mexico City. Barranca de los Laureles ligger 1 469 meter över havet och antalet invånare är 317.
Terrängen runt Barranca de los Laureles är kuperad åt sydväst, men åt nordost är den platt. Runt Barranca de los Laureles är det ganska tätbefolkat, med 90 invånare per kvadratkilometer. Närmaste större samhälle är Zacoalco de Torres, 7,4 km öster om Barranca de los Laureles. I omgivningarna runt Barranca de los Laureles växer huvudsakligen savannskog.